# Lorraine Mollerová
Lorraine Mary Mollerová (* 1. června 1955, Putāruru, Nový Zéland) je bývalá atletka z Nového Zélandu, která se specializovala na maraton. Její mezinárodní kariéra trvala více než 20 let. Získala stříbrnou medaili v maratonu na Hrách Commonwealthu 1986 v Edinburghu a bronzovou medaili v maratonu na olympijských hrách 1992 v Barceloně ve věku 37 let. Zvítězila v bostonském maratónu v roce 1984 a byla trojnásobným vítězem (1986, 1987, 1989) Osaka International Ladies Marathon. Vdala se za olympionika Rona Dawse a trénoval ji John Davies.